# اکسان گراو
قبر برجسته (از فرانسوی: accent grave‎) یک علامت حرکت‌گذاری به شکل ◌̀ است که در بالای حروف بعضی زبان‌ها از جمله فرانسوی، کاتالان، برتون، یونانی، هلندی، کرسی، موهاک، ایتالیایی، مقدونی، نروژی، اکسیتان، پرتغالی، گیلیک اسکاتلندی، لیگوری-رومی، ویلزی، ویتنامی، رومانش و زبان یوروبایی می‌نشیند.

## کاربردها
- در زبان‌های مالتی، ایتالیایی و کاتالان این علامت نشان‌دهندهٔ تکیه است. در زبان کاتالان اکسان گراو روی سه حرف a, e, و o می‌نشیند. در این زبان همچنین یکی از کارکردهای اکسان گراو نشان‌دادن تفاوت میان دو واژهٔ هم‌آواست؛ برای نمونه ma به معنای مال من با mà به معنای دست. در ایتالیایی هم یکی از کارکردهای آن همین تفکیک میان واژگان هم‌آواست. برای نمونه e به معنای و از فعل è به معنای هست.
- در زبان فرانسوی این علامت روی سه حرف a, e, و u می‌نشیند. ولی تنها هنگامی که روی e می‌نشیند تغییر تلفظ به وجود می‌آورد.
- در زبان ویلزی اکسان گراو نشان‌دهندهٔ آوای کوتاه‌است، برای نمونه mẁg [mʊɡ]‎ به معنای لیوان در مقابل mwg [mu:ɡ]‎ به معنای دود.
- در گیلیک اسکاتلندی این علامت نشان‌دهندهٔ واکه بلند است.